# Street Fighter II: The World Warrior
Street Fighter II: The World Warrior (ストリートファイターⅡ -The World Warrior-?) es un videojuego de lucha originalmente lanzado para la placa arcade CP System en 1991. Es la segunda entrega de la saga Street Fighter y la secuela del original Street Fighter publicado en 1987. Este fue el primer juego de la serie Street Fighter en alcanzar fama mundial e iniciador del fenómeno de los videojuegos en el género de la lucha. Fue desarrollado por la empresa Capcom. En esta saga se introdujeron 8 personajes a elegir, 4 jefes finales y un final diferente por cada personaje. A su vez, poseía un control que, al igual que su antecesor, utiliza combinaciones de la palanca y 6 botones para ejecutar ataques especiales durante la pelea, como el lanzamiento de bolas de fuego (abajo, diagonal-abajo, adelante).

## Argumento
El líder de la organización Shadaloo, M. Bison, en su plan de dominación global organiza un torneo mundial de lucha. Su objetivo es seleccionar a los mejores luchadores para que trabajen para él, mediante un lavado de cerebro.

## Juego
El estilo de juego es similar al establecido en su predecesor de 1987. El jugador elige un personaje (de los 8 posibles) y se enfrenta en combate de uno-contra-uno al resto de personajes, en asaltos de 99 segundos. Para ganar el asalto debes reducir la barra de salud de tu oponente hasta el final, o tener más barra de salud que tu oponente cuando el tiempo acaba. -Ningún luchador gana si al término del tiempo tienen la misma cantidad de barra de salud, o si sufren un 'knock-out' simultáneo-. El ganador que dos asaltos, es declarado vencedor del combate, pasa de ronda, y se enfrenta al siguiente adversario.
Para finalizar el juego debes vencer a todos los personajes (7 + 4 jefes). Tras cada combate, la localización del siguiente adversario se refleja en un mapa del mundo-
Mientras un jugador está jugando en modo individual, un segundo jugador puede interrumpir el combate para diputar un 'uno-contra-uno'. El vencedor sigue en modo invididual, enfrentándose a los personajes controlados por la CPU.
Cada tres combates en modo individual, aparece una pantalla de bonus (destrozar un coche, barriles de madera o bidones de aceite metálicos) que le da al jugador la opción de ganar más puntos.

## Personajes
Street Fighter II: The World Warrior presenta un elenco de ocho personajes jugables seleccionables por el jugador. En el cual inicialmente se incluía a Ryu y Ken (los dos personajes principales del primer Street Fighter), más seis nuevos personajes de distintas nacionalidades. En el torneo para un solo jugador, el personaje se enfrenta contra los otros siete luchadores en cada escenario antes de proceder a combatir contra los cuatro oponentes finales, los cuales son personajes no seleccionables y son controlados por la CPU. Al igual que en el primer juego, no es posible seleccionar al mismo luchador a la vez, por parte de dos jugadores en partidas a dobles y en individual, evidentemente, la CPU no nos hará enfrentarnos con nuestro clon; a partir de la siguiente versión, Street Fighter II': Champion Edition, se añade esta característica.

### Personajes elegibles
- Ryu, un típico artista marcial japonés que busca perfeccionar todas sus habilidades.
- E. Honda, un luchador profesional de sumo oriundo de Japón.
- Blanka, un mutante verduzco en forma de bestia antropomorfa salvaje que creció en la jungla de Brasil.
- Guile, un miembro de las fuerzas aéreas y militares de los Estados Unidos que trata de vengar la muerte de su mejor amigo.
- Ken, rival y antiguo compañero de entrenamiento de Ryu, y originario de los Estados Unidos.
- Chun-Li, una artista marcial china y agente de la Interpol que intenta vengar la muerte de su padre.
- Zangief, un luchador profesional de la Unión Soviética.
- Dhalsim, un monje y maestro de yoga de la India.

### Personajes no elegibles/Jefes finales
- Balrog, un boxeador profesional afrodescendiente, diseñado con una apariencia similar a Mike Tyson (llamado M. Bison en Japón).
- Vega, un torero español que porta una garra y una máscara, y usa un estilo de ninjutsu (llamado Balrog en Japón).
- Sagat, un luchador de Muay thai, exjefe final y antiguo campeón del mundo del Street Fighter original, al que Ryu le hizo una inmensa cicatriz al final del torneo anterior.
- M. Bison, jefe principal y final, y líder supremo de la organización criminal Shadaloo, capaz de usar un misterioso poder conocido como "Psycho Power" (llamado Vega en Japón).

## Adaptaciones domésticas
| Fecha de lanzamiento                                                     | Plataforma           | Formato              | Desarrolladora         | Distribuidora                       | Notas                                                                         |
| ------------------------------------------------------------------------ | -------------------- | -------------------- | ---------------------- | ----------------------------------- | ----------------------------------------------------------------------------- |
| - JP 10 de junio de 1992 - NA 15 de julio de 1992 - EU noviembre de 1992 | Super Nintendo       | Cartucho             | Capcom                 | - JP Capcom - NA Capcom - EU Bandai | Relanzado en la Consola Virtual de Wii y Wii U.                               |
| 1992                                                                     | Amiga                | 4 disquetes          | Creative Materials     | U.S. Gold                           | Lanzado exclusivamente en Europa.                                             |
| 1992                                                                     | Atari ST             | 3 disquetes          | Creative Materials     | U.S. Gold                           | Lanzado exclusivamente en Europa.                                             |
| 1992                                                                     | Commodore 64         | Casete o disquete    | Creative Materials     | U.S. Gold                           | Lanzado exclusivamente en Europa.                                             |
| 1992                                                                     | ZX Spectrum          | Casete o disquete    | Tiertex Design Studios | U.S. Gold                           | Lanzado exclusivamente en Europa.                                             |
| 1992                                                                     | PC (DOS)             | 3 disquetes          | Capcom                 | U.S. Gold                           | Lanzado en Norteamérica y Europa.                                             |
| 1993                                                                     | Amstrad CPC          | Casete o disquete    | Creative Materials     | U.S. Gold                           | Lanzado exclusivamente en Europa.                                             |
| 1994                                                                     | CPS Changer          | Cartucho             | Capcom                 | Capcom                              | Lanzado exclusivamente en Japón.                                              |
| 1995                                                                     | Game Boy             | Cartucho             | Sun L                  | Capcom Nintendo                     |                                                                               |
| 1998                                                                     | Sega Saturn          | CD-ROM               | Capcom                 | Capcom                              | Incluido en Capcom Generation 5. Lanzado exclusivamente en Japón.             |
| 1998                                                                     | PlayStation          | CD-ROM               | Capcom                 | Capcom                              | Incluido en Street Fighter Collection 2.                                      |
| 2004                                                                     | Móviles              | Distribución digital | Capcom                 | Capcom                              |                                                                               |
| 2006                                                                     | PlayStation 2        | DVD-ROM              | Digital Eclipse        | Capcom                              | Incluido en Capcom Classics Collection Vol. 1. Basado en la versión de PS.    |
| 2006                                                                     | Xbox                 | DVD-ROM              | Digital Eclipse        | Capcom                              | Incluido en Capcom Classics Collection Vol. 1. Basado en la versión de PS.    |
| 2006                                                                     | PlayStation Portable | UMD                  | Capcom                 | Capcom                              | Incluido en Capcom Classics Collection: Reloaded. Basado en la versión de PS. |

## Nuevas versiones actualizadas
A Street Fighter II le siguieron una serie de versiones actualizadas que fueron refinando las mecánicas del sistema de juego, gráficos, elenco de personajes y otros aspectos del juego. La primera en llegar fue Street Fighter II: Champion Edition, lanzada para arcade en 1992, la cual permitía a los jugadores controlar a los cuatro Grandes Maestros. Al lanzamiento de Champion Edition le siguió una oleada de chips ROM mejorados «no oficiales» para los muebles de las máquinas recreativas que añadían nuevas mecánicas de juego, lo que provocó que Capcom lanzara Street Fighter II Turbo: Hyper Fighting como respuesta oficial durante el mismo año, incrementando la velocidad de juego y otorgándole movimientos nuevos a algunos personajes. Super Street Fighter II: The New Challengers fue lanzado en 1993, el cual estuvo marcado por el cambio a un arcade más avanzado, el CP System II capaz de presentar sonido y gráficos mejorados, al tiempo que se añadieron cuatro nuevos personajes. Super Street Fighter II Turbo fue publicado en 1994 y fue la última versión de los lanzamientos de Street Fighter II para arcade (hasta Hyper Street Fighter II), el cual introdujo nuevos movimientos especiales potenciados bautizados como Super Combos además de añadir un nuevo personaje secreto (Akuma/Gouki).
Las cinco versiones de Street Fighter II han sido adaptadas a varias plataformas de forma individual o incluidas en recopilatorios. También ha habido versiones domésticas exclusivas como Hyper Street Fighter II (que fue retroactivamente adaptada a arcade), Super Street Fighter II: Turbo HD Remix y Ultra Street Fighter II: The Final Challengers (este último para Nintendo Switch).

## Recepción

### Críticas
| Recepción | Recepción | Recepción | Recepción | Recepción | Recepción | Recepción                                                                                                 | Recepción                                                                                                 | Recepción                                                                                                 | Recepción                                                                                                 | Recepción                                                                                                 | Recepción                                                                                                 |
| Puntuaciones de reseñas | Puntuaciones de reseñas | Puntuaciones de reseñas | Puntuaciones de reseñas | Puntuaciones de reseñas | Puntuaciones de reseñas | Puntuaciones de reseñas                                                                                   | Puntuaciones de reseñas                                                                                   | Puntuaciones de reseñas                                                                                   | Puntuaciones de reseñas                                                                                   | Puntuaciones de reseñas                                                                                   | Puntuaciones de reseñas                                                                                   |
| Evaluador | Puntaje | Puntaje | Puntaje | Puntaje | Puntaje | Puntaje                                                                                                   | Puntaje                                                                                                   | Puntaje                                                                                                   | Puntaje                                                                                                   | Puntaje                                                                                                   | Puntaje                                                                                                   |
| Evaluador | Arcade | SNES | AMI | PC | C64 | ST | ZX | Game Boy                                                                                                  | Wii | Wii U | |
| --- | --- | --- | --- | --- | --- | --- | --- | --- | --- | --- | --- |
| Defunct Games | | 93% | | | | | | | | | |
| GameRankings | | 90% | | | | | | | | | |
| Puntuaciones de críticas | | | | | | | | | | | |
| Publicación | Puntaje | Puntaje | Puntaje | Puntaje | Puntaje | Puntaje                                                                                                   | Puntaje                                                                                                   | Puntaje                                                                                                   | Puntaje                                                                                                   | Puntaje                                                                                                   | Puntaje                                                                                                   |
| Publicación | Arcade | SNES | AMI | PC | C64 | ST | ZX | Game Boy                                                                                                  | Wii | Wii U | |
| Allgame | [ 13 ] | [ 14 ] | | [ 15 ] | [ 15 ] | | | [ 16 ] | [ 17 ] | [ 18 ] | |
| Bad Influence! | | 96% | | | | | | | | | |
| Commodore User | | | 90% | | | | | | | | |
| CVG | 93% | | | | | | | | | | |
| Edge | | 9/10 | | | | | | | | | |
| EGM | | 38/40 | | | | | | 29/40 | | | |
| Electronic Games | | 94% | | | | | | | | | |
| Famitsu | | 35/40 | | | | | | 21/40 | | | |
| GamePro | | 5/5 | | | | | | | | | |
| GameSpot | | | | | | | | | 7.2/10 | | |
| Hobby Consolas | | 97/100 | | | | | | 86/100 | | | |
| IGN | | | | | | | | | 7/10 | | |
| Jeuxvideo | | | | | | | | | 18/20 | | |
| Mean Machines | | 98% | | | | | | | | | |
| Mega Zone | | 95% | 84% | 84% | | | | | | | |
| Nintendo Power | | 4.075/5 | | | | | | | | | |
| Sinclair User | 84% | | | | | | 89% | | | | |
| ST Format | | | | | | 91% | | | | | |
| Superjuegos | | 80.4/100 | | | | | | | | | |
| Super Play | | 94% | | | | | | | | | |
| Your Sinclair | | | | | | | 62% | | | | |
| Premios | | | | | | | | | | | |
| Publicación | Publicación | Publicación | Publicación | Publicación | Publicación | Premio(s)                                                                                                 | Premio(s)                                                                                                 | Premio(s)                                                                                                 | Premio(s)                                                                                                 | Premio(s)                                                                                                 | Premio(s)                                                                                                 |
| Gamest Grand Prize (1991 & 1992), EGM (1992), Golden Joystick Awards (1992), Game Informer (1992)                                                                        | Gamest Grand Prize (1991 & 1992), EGM (1992), Golden Joystick Awards (1992), Game Informer (1992)                                                                        | Gamest Grand Prize (1991 & 1992), EGM (1992), Golden Joystick Awards (1992), Game Informer (1992)                                                                        | Gamest Grand Prize (1991 & 1992), EGM (1992), Golden Joystick Awards (1992), Game Informer (1992)                                                                        | Gamest Grand Prize (1991 & 1992), EGM (1992), Golden Joystick Awards (1992), Game Informer (1992)                                                                        | Gamest Grand Prize (1991 & 1992), EGM (1992), Golden Joystick Awards (1992), Game Informer (1992)                                                                        | Game of the Year                                                                                          | Game of the Year                                                                                          | Game of the Year                                                                                          | Game of the Year                                                                                          | Game of the Year                                                                                          | Game of the Year                                                                                          |
| Electronic Gaming Awards (1992) | Electronic Gaming Awards (1992) | Electronic Gaming Awards (1992) | Electronic Gaming Awards (1992) | Electronic Gaming Awards (1992) | Electronic Gaming Awards (1992) | Video Game of the Year (Nominado)                                                                         | Video Game of the Year (Nominado)                                                                         | Video Game of the Year (Nominado)                                                                         | Video Game of the Year (Nominado)                                                                         | Video Game of the Year (Nominado)                                                                         | Video Game of the Year (Nominado)                                                                         |
| Electronic Gaming Monthly (1992 & 1993) | Electronic Gaming Monthly (1992 & 1993) | Electronic Gaming Monthly (1992 & 1993) | Electronic Gaming Monthly (1992 & 1993) | Electronic Gaming Monthly (1992 & 1993) | Electronic Gaming Monthly (1992 & 1993) | Best Game of the Year (Super Nintendo)                                                                    | Best Game of the Year (Super Nintendo)                                                                    | Best Game of the Year (Super Nintendo)                                                                    | Best Game of the Year (Super Nintendo)                                                                    | Best Game of the Year (Super Nintendo)                                                                    | Best Game of the Year (Super Nintendo)                                                                    |
| Gamest Grand Prize (1991 & 1992) | Gamest Grand Prize (1991 & 1992) | Gamest Grand Prize (1991 & 1992) | Gamest Grand Prize (1991 & 1992) | Gamest Grand Prize (1991 & 1992) | Gamest Grand Prize (1991 & 1992) | Best Action Game, Best Album                                                                              | Best Action Game, Best Album                                                                              | Best Action Game, Best Album                                                                              | Best Action Game, Best Album                                                                              | Best Action Game, Best Album                                                                              | Best Action Game, Best Album                                                                              |
| Gamest Grand Prize (1991) | Gamest Grand Prize (1991) | Gamest Grand Prize (1991) | Gamest Grand Prize (1991) | Gamest Grand Prize (1991) | Gamest Grand Prize (1991) | Best VGM, Best Direction, Best Characters, Best Graphics (Segundo lugar)                                  | Best VGM, Best Direction, Best Characters, Best Graphics (Segundo lugar)                                  | Best VGM, Best Direction, Best Characters, Best Graphics (Segundo lugar)                                  | Best VGM, Best Direction, Best Characters, Best Graphics (Segundo lugar)                                  | Best VGM, Best Direction, Best Characters, Best Graphics (Segundo lugar)                                  | Best VGM, Best Direction, Best Characters, Best Graphics (Segundo lugar)                                  |
| Electronic Gaming Monthly (1992) | Electronic Gaming Monthly (1992) | Electronic Gaming Monthly (1992) | Electronic Gaming Monthly (1992) | Electronic Gaming Monthly (1992) | Electronic Gaming Monthly (1992) | Best Video Game Ending, Hottest Video Game Babe (Chun-Li)                                                 | Best Video Game Ending, Hottest Video Game Babe (Chun-Li)                                                 | Best Video Game Ending, Hottest Video Game Babe (Chun-Li)                                                 | Best Video Game Ending, Hottest Video Game Babe (Chun-Li)                                                 | Best Video Game Ending, Hottest Video Game Babe (Chun-Li)                                                 | Best Video Game Ending, Hottest Video Game Babe (Chun-Li)                                                 |
| Game Informer (1992) | Game Informer (1992) | Game Informer (1992) | Game Informer (1992) | Game Informer (1992) | Game Informer (1992) | Best Playability in a Video Game                                                                          | Best Playability in a Video Game                                                                          | Best Playability in a Video Game                                                                          | Best Playability in a Video Game                                                                          | Best Playability in a Video Game                                                                          | Best Playability in a Video Game                                                                          |
| MegaTech (1993) | MegaTech (1993) | MegaTech (1993) | MegaTech (1993) | MegaTech (1993) | MegaTech (1993) | Hyper Game                                                                                                | Hyper Game                                                                                                | Hyper Game                                                                                                | Hyper Game                                                                                                | Hyper Game                                                                                                | Hyper Game                                                                                                |
| Guinness World Records Gamer's Edition | Guinness World Records Gamer's Edition | Guinness World Records Gamer's Edition | Guinness World Records Gamer's Edition | Guinness World Records Gamer's Edition | Guinness World Records Gamer's Edition | First Fighting Game to Use Combos, Most Cloned Fighting Game, Biggest-Selling Coin-Operated Fighting Game | First Fighting Game to Use Combos, Most Cloned Fighting Game, Biggest-Selling Coin-Operated Fighting Game | First Fighting Game to Use Combos, Most Cloned Fighting Game, Biggest-Selling Coin-Operated Fighting Game | First Fighting Game to Use Combos, Most Cloned Fighting Game, Biggest-Selling Coin-Operated Fighting Game | First Fighting Game to Use Combos, Most Cloned Fighting Game, Biggest-Selling Coin-Operated Fighting Game | First Fighting Game to Use Combos, Most Cloned Fighting Game, Biggest-Selling Coin-Operated Fighting Game |
| BuzzFeed, Edge, EGM, Empire, Famitsu, FHM, G4, GameFAQs, Game Informer, GameSpot, GamingBolt, Guinness, IGN, Next Generation, NowGamer, Retro Gamer, Stuff, Time, Yahoo! | BuzzFeed, Edge, EGM, Empire, Famitsu, FHM, G4, GameFAQs, Game Informer, GameSpot, GamingBolt, Guinness, IGN, Next Generation, NowGamer, Retro Gamer, Stuff, Time, Yahoo! | BuzzFeed, Edge, EGM, Empire, Famitsu, FHM, G4, GameFAQs, Game Informer, GameSpot, GamingBolt, Guinness, IGN, Next Generation, NowGamer, Retro Gamer, Stuff, Time, Yahoo! | BuzzFeed, Edge, EGM, Empire, Famitsu, FHM, G4, GameFAQs, Game Informer, GameSpot, GamingBolt, Guinness, IGN, Next Generation, NowGamer, Retro Gamer, Stuff, Time, Yahoo! | BuzzFeed, Edge, EGM, Empire, Famitsu, FHM, G4, GameFAQs, Game Informer, GameSpot, GamingBolt, Guinness, IGN, Next Generation, NowGamer, Retro Gamer, Stuff, Time, Yahoo! | BuzzFeed, Edge, EGM, Empire, Famitsu, FHM, G4, GameFAQs, Game Informer, GameSpot, GamingBolt, Guinness, IGN, Next Generation, NowGamer, Retro Gamer, Stuff, Time, Yahoo! | Best Games of All Time                                                                                    | Best Games of All Time                                                                                    | Best Games of All Time                                                                                    | Best Games of All Time                                                                                    | Best Games of All Time                                                                                    | Best Games of All Time                                                                                    |

Street Fighter II fue un hito en la historia de los videojuegos por muchos aspectos:
- Fue la primera vez que se podía jugar con todos los personajes involucrados, sean "buenos" o "malos" en personalidad, excepto los cuatro jefes finales (esto fue posible a partir de la Champion Edition). Se acabó con el tabú de no poder jugar usando luchadores malvados. Había una mujer en el plantel (Chun-Li).

- Cada personaje era distinto en poder, velocidad, técnicas de combate y cada uno tenía su propio fin al derrotar al jefe final.

- Gráficos extraordinarios para la época y un número impresionante de voces.

- El control de los personajes (movimientos, técnicas, etc.) era de una precisión nunca antes vista hasta la fecha en los juegos de lucha.

- La música, de gran calidad y variedad. Cada escenario tiene una música inspirada en el luchador de turno, generalmente por su nacionalidad o carácter. Cuando falta poco para que uno de los luchadores llegue al K.O, se introduce una pequeña variación de la pieza musical, más rápida y repetitiva, que añade tensión y dramatismo. También destacan las sintonías de cabecera y las de cada final.

- El personaje Vega, de origen Español fue introducido por primera vez en el juego. Sin embargo, una controversia pasó desapercibida: durante la selección de personaje, la bandera asociada al mismo era la bandera franquista, previa a 1975.

A pesar de que hubo antes de este otros juegos de peleas mano a mano, las características que lo convirtieron en un éxito, se considera que han configurado el género de videojuegos de peleas, tal como se los conoce en la actualidad.